# THE SUN (佐野元春のアルバム)
『THE SUN』（ザ サン）は、2004年7月21日にDaisyMusicから発売された佐野元春の13枚目のオリジナル・アルバム。

## 概要
前作『Stones and Eggs』から5年ぶりとなるアルバムで、24年間在籍したエピックレコードジャパンを離れ、ユニバーサルミュージックと契約し、自主レーベル「DaisyMusic」を発足した。
初回盤と通常盤の2形態で発売され、初回盤のアートワークはデジパック仕様となっており、レコーディングの模様を収録したDVDが付属している。
エピック時代のシングル「君の魂 大事な魂」「月夜を往け」の2曲がCCCDで発売されたため、当時、通常のCD-DAで聴ける唯一の作品であった。

## 収録曲
全作詞・作曲・編曲：佐野元春
1. 月夜を往け[注 1] -Moonlight-[注 2] [3:13]
2. 最後の1ピース -At The End Of The Piece- [3:40]
3. 恵みの雨 -Gentle Rain- [3:54]
4. 希望 -Hope- [3:47]
5. 地図のない旅 -Trail- [3:12]
6. 観覧車の夜 -Joy And Fear- [3:54]
7. 恋しいわが家 -The Homecoming- [4:12]
8. 君の魂 大事な魂 -Sail On- [5:04]
9. 明日を生きよう -Lost And Found- [3:56]
10. レイナ -Leyna- [3:47]
11. 遠い声 -Closer- [4:45]
12. DIG -In Our Time- [5:31]
13. 国のための準備 -For The Country- [3:05]
14. 太陽 -The Sun- [4:19]